# فردریک کولبرگ
فردریک کولبرگ (انگلیسی: Fred Kolberg; ۱۳ نوامبر ۱۹۰۰ – ۲۱ مارس ۱۹۶۵) بوکسور اهل ایالات متحده آمریکا بود.